# Spermacoce reflexa
Spermacoce reflexa är en måreväxtart som först beskrevs av Joseph Harold Kirkbride, och fick sitt nu gällande namn av Rafaël Herman Anna Govaerts. Spermacoce reflexa ingår i släktet Spermacoce och familjen måreväxter. Inga underarter finns listade i Catalogue of Life.